# Acordo de Paz Global de Libreville
Acordo de Paz Abrangente de Libreville ou Acordo de Paz Global de Libreville (em francês:  Accord de paix global de Libreville) é um acordo de paz assinado em 21 de junho de 2008 em Libreville entre o governo da República Centro-Africana sob François Bozizé e os principais grupos armados que operavam no nordeste do país: Frente Democrática do Povo Centro-Africano (FDPC), Exército Popular para a Restauração da República e da Democracia (APRD) e União das Forças Democráticas para a Reunificação (UFDR). Conseguiu pôr fim à guerra civil centro-africana de 2004–2007 após o fracasso dos dois acordos anteriores.

## Contexto
Apesar das negociações anteriores que levaram à assinatura do Acordo de Sirte e do Acordo de Birao em fevereiro e abril de 2007, o conflito não pôde ser interrompido. As hostilidades perduraram por vários meses depois, mas as negociações prosseguiram.
Ademais, na sequência de vários reveses militares, Michel Djotodia, ainda detido na prisão civil de Cotonou, veio a reconsiderar a sua posição e concordou em assinar um novo acordo.

## Negociações e assinaturas
Este acordo foi assinado sob a égide de Omar Bongo, Presidente da República do Gabão e Presidente da comissão ad hoc, no espaço CEMAC, sobre questões centro-africanas. Merece destaque também a presença durante a assinatura do acordo do Embaixador François Fall como representante especial do Secretário Geral das Nações Unidas na República Centro-Africana.
Os vários signatários dos grupos rebeldes são Jean-Jacques Démafouth e Zacharia Damane, respectivamente, para o APRD e a UFDR.